# Tomasz Kot
Tomasz Kot (Legnica, 21 de abril de 1977) es un actor polaco. Estudió en la Academia de las artes teatrales de Cracovia. Ha aparecido en más de 30 películas y 26 obras de teatro, así como en docenas de series de televisión.
Más recientemente, Kot ha recibido buenas críticas por su papel protagonista en la película de Pawel Pawlikowski Cold War (película de 2018) para Amazon. El proyecto le ha ganado una nominación al mejor actor en los Premios de Cine Europeo y la película ha sido reconocida por los Premios de la Crítica Cinematográfica, los Premios del Círculo de Críticos de Cine de Nueva York, y el National Board of Review en la categoría a la mejor película en lengua extranjera. En 2018, Kot apareció en "Pokot", de Agnieszka Holland, y tuvo un papel protagonista en la película de Jaroslaw Marszewski  “Bikini Blue”, consiguiéndole esta última el premio al mejor actor en el Festival de Cine de Milán. En 2019, Kot está filmando para BBC One “World on Fire” junto a Brian J. Smith, Julia Brown , y Helen Hunt.
Tomasz Kot está representado por United Talent Agency y es también representado por L Stars Talent Agency en Polonia.

## Filmografía seleccionada
| Año  | Título             | Papel           | Notas |
| ---- | ------------------ | --------------- | ----- |
| 2005 | Destined for Blues | Ryszard Riedel  |       |
| 2010 | Erratum            | Michał Bogusz   |       |
| 2014 | Gods               | Zbigniew Religa |       |
| 2017 | Pokot              |                 |       |
| 2018 | Cold War           | Wiktor Warski   |       |